# Cargador STANAG

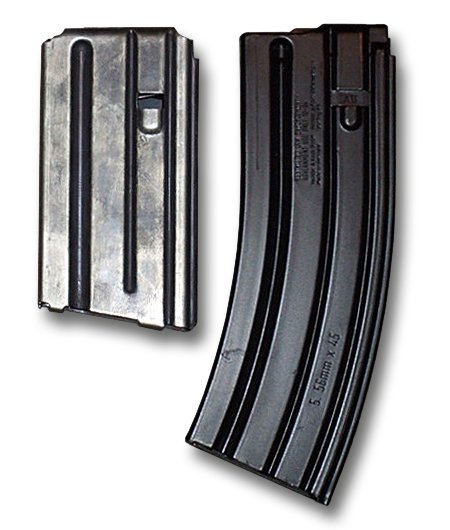
Dos cargadores STANAG: uno de 20 cartuchos fabricado por Colt, y uno de 30 cartuchos de Heckler & Koch de "Alta Confiabilidad".

Un cargador STANAG  o cargador OTAN es un tipo de cargador extraíble propuesto por la OTAN en octubre de 1980. Poco después que la OTAN adopte el cartucho de fusil 5,56 x 45 OTAN, se presentó el Draft Standardization Agreement (STANAG) 4179 (es decir "Proyecto de Acuerdo de Normalización") para permitir a los servicios militares de las naciones miembro compartir fácilmente la munición de los fusiles y los cargadores durante las operaciones, a nivel del soldado individual, para facilitar la logística. El cargador propuesto para estandarizar fue el originalmente diseñado para el fusil estadounidense M16. Muchos miembros de la OTAN, pero no todos, posteriormente compraron o desarrollaron fusiles con la capacidad de utilizar este tipo de cargadores. Sin embargo, el estándar nunca fue ratificado, y permanece como 'Draft STANAG', es decir, como proyecto de normalización

## Capacidad
Los cargadores compatibles STANAG pueden ser fabricados con casi cualquier capacidad, pero los usados en servicio militar usualmente aceptan 20 o 30 cartuchos 5,56 x 45 OTAN. Se fabrican o fabricaron cargadores de caja para 40 y 50 cartuchos, así como también cargadores de tambor para 90 cartuchos y el Beta C-Mag de 100 cartuchos, que cumplen con el STANAG 4179. Magpul recientemente presentó una patente para un cargador de cajón compatible STANAG y otro fue lanzado por SureFire en diciembre de 2010 como el High Capacity Magazine (HCM, Cargador de Gran Capacidad) con capacidad para 60 y 100 cartuchos. Se ha reportado que un cargador Surfire de 60 cartuchos fue usado en Afganistán.

## Fuente
- Esta obra contiene una traducción  derivada de «STANAG magazine» de Wikipedia en inglés, publicada por sus editores bajo la Licencia de documentación libre de GNU y la Licencia Creative Commons Atribución-CompartirIgual 4.0 Internacional.

- Datos: Q2756163
- Multimedia: STANAG magazines / Q2756163